# Koreas Grand Prix

Korean International Circuit.

Koreas Grand Prix var en deltävling i Formel 1-VM som kördes på Korean International Circuit i Sydkorea. Tävlingen skulle ha körts under sju säsonger från och med 2010. Därefter skulle det bli möjligt att loppet körts ytterligare fem säsonger, vilket i så fall skulle blivit till och med säsongen 2021. Men så blev det aldrig och tävlingen kördes endast till säsongen 2013.

## Vinnare
| År   | Bana                         | Förare           | Konstruktör      |
| ---- | ---------------------------- | ---------------- | ---------------- |
| 2013 | Korean International Circuit | Sebastian Vettel | Red Bull-Renault |
| 2012 | Korean International Circuit | Sebastian Vettel | Red Bull-Renault |
| 2011 | Korean International Circuit | Sebastian Vettel | Red Bull-Renault |
| 2010 | Korean International Circuit | Fernando Alonso  | Ferrari          |